# Gloria Fuertes
Gloria Fuertes García (Madrid, 28 de juliol de 1917- 27 de novembre de 1998) va ser una escriptora castellana, que destacà sobretot en el camp de la poesia. i que poden situar en la generació del 50, posterior al moviment literari de la primera generació de postguerra.
La seva obra poètica es va veure reforçada a Espanya a partir dels anys 1970 per les seves col·laboracions en programes infantils i juvenils de Televisió Espanyola com Un globo, dos globos, tres globos o La cometa blanca. A la seva poesia va defensar les dones, el pacifisme i el medi ambient. El 2017, amb motiu de la celebració del centenari del seu naixement es va reivindicar el seu paper a la poesia espanyola del segle XX.

## Biografia
El procés d'aprenentatge de Gloria Fuertes va començar a tres anys quan va aprendre a llegir i a sis anys va començar a treballar.L'autora es va criar en una família humil on la seva mare va treballar de costurera a Lavapies, i el seu pare en diverses institucions importants.
A catorze anys la seva mare la va matricular en l'institut Educació Professional de la Dona, on va obtindre diversos graus com: Taquigrafia i Mecanografia, Higiene i Puericultura, Gramàtica i Literatura d'entre altres. La seva família no va poder entendre les aficions què ella tenia les quals eren els esports i la poesia.
En 1934 va faltar la seva mare i ella va escriure diversos poemes en honor a ella. Anys més tard, Gloria va començar a treballar com a comptable a una fàbrica, on entre compte i compte, ella es va dedicar a escriure poemes.
L'any 1935 va publicar els seus primers versos a Ràdio Madrid. Els seus poemes barregen un humor proper al surrealisme amb rimes senzilles i recognoscibles, que l'apropen al públic infantil. Va col·laborar en programes televisius també dedicats a la infància, com Un globo, dos globos, tres globos, i durant un temps va ser professora convidada a la universitat estatunidenca de Bucknell, on impartí classes de literatura espanyola.
El 1947 va obtenir el seu primer premi " Lletres per a cançons de Ràdio Nacional Espanya".
Del 1955 al 1960 va estudiar biblioteconomia i anglès a l'Instituto Internacional de Madrid, on va conèixer la hispanista nord-americana Phyllis Turnbull, amb qui va mantenir una relació durant quinze anys. Més tard, entre 1961 i 1963 va viure als Estats Units on va exercir de professora a una universitat: "La primera vegada què vaig entrar a una universitat va ser per donar classes".
A partir dels anys setanta va col·laborar en diversos programes infantils de TVE on es va convertir en la poeta per als xiquets/es. En aquest mitjà de comunicació va rebre en cinc ocasions "L'aro de Plata" i un "L'aro d'Or" com a millor escriptora.Més avant dels vuitanta Gloria es va dedicar a dur a terme diverses activitats: lectures, presentacions, ràdio, entrevistes, periòdics, etc.
El 1985 va guanyar el premi de poesia "Ciutat de Baeza"; a 1986 va ser guardonada amb la medalla del dia mundial de La Creu Roja i per acabar a 1987 va ser nomenada dama de la pau i sòcia d'honor d'UNICEF.
Va morir a causa d'un càncer de pulmó, el novembre de 1998 als 81 anys. Enterrada al Cementiri Sud de Carabanchel, però el 2001 les seves restes van ser traslladades al Cementerio de la Paz (Alcobendas, Madrid). A la seva làpida es llegeix: Gloria Fuertes. Poeta de guardia (1917-1998). Yo creo que lo he dicho todo. Y que ya todo lo amé.

## Obra literària
Aquesta bibliografia prové principalment de la pàgina oficial de l'autora i de Cervantes Virtual.

### Literatura infantil

#### Poesia
- Isla Ignorada (1950)
- Canciones para jovenes (1952)
- Villancicos (1956)
- Cangura para todo (1968) Menció d'honor al Premi Hans Christian Andersen de literatura infantil.
- Poeta de Guardia (1968)
- Don Pato y Don Pito (1970)
- Aurora, Brígida y Carlos (1970)
- La pájara pinta (1972)
- El camello cojito (1978)
- El hada acaramelada (1973)
- La gata chundarata y otros cuentos (1974)
- El dragón tragón (1978)
- La momia tiene catarro (1978)
- El libro loco. De todo un poco (1981)
- El perro que no sabía ladrar (1982)
- El abecedario de don Hilario (1983)
- Trabalenguas para que se trabe tu lengua (1988)
- Mujer de Verso en Pecho (1995)

#### Teatre
- Navidad; Las cinco razas; El brillante del turbante; Premio del cielo. La niña del mar (1940)
- La princesa que quería ser pobre (1942)
- Prometeo (1952), primera obra de teatre en vers
- El chinito Chin-cha-té (1955)
- Petra, un señor pregunta por ti (1970)
- Las tres reinas magas (1978, Madrid: Fundación Gloria Fuertes, 2011)
- El caserón de la loca (Madrid: Torremozas, 2011), inclou 4 obres: El caserón de la loca, Vuelva mañana, Nombre: Antonio Martín Cruz, i Prometeo.

#### Relats
- El Rastro (Madrid: Torremozas, 2006)

#### Televisió
- Un globo, dos globos, tres globos
- La mansión de los Plaff
- La cometa blanca
- Big Vand
- Los pequeños niños atacan de nuevo

### Música per a infants
- Canciones infantiles (Columbia).
- El carpintero. El camello. Cuando de nombre (Ismael, Odeón).
- Cantos de amor y paz (Sorozábal, Zafiro).
- Cantamos contigo (Pax).
- La Casa de San Jamás (La niña que no quería mentir), (Agua Viva, Zafiro).
- Han herido al herido (Acción, Grupo 67). (Premi al la millor lletra. Canción de la paz, 1972, Valladolid).
- Venimos de lejos (Zafiro).
- Los unos por los otros, música de Paco Ibáñez (Sonoplay).
- La gata chundarata y el pulpo mecanógrafo (audiollibre, CVS).
- Aquí donde nos ven (Gambino, CFE, Zafiro).
- Canciones infantiles (Editorial Música Española Contemporánea, 1987).
- Taller de música teatro «Glo... glo.. gloria» (Agada).
- Un cuento, dos cuentos, tres cuentos... os cuenta cuentos Gloria Fuertes (Audio, 1995).
- Candelita (Unión Gráfica, 1973).

### Literatura per adults. POESIA
Amb mants volums de poesia, aquesta llista ve principalment de la pàgina oficial de l'autora.
- Isla ignorada (Madrid: Musa nueva, 1950), poesia, escrita pels volts del 1934, quan tenia 17 anys
- Antología y poemas del suburbio (Caracas: Lírica Hispana, 1954), poesia
- Aconsejo beber hilo (Madrid: Arquero, 1954), poesia
- Todo asusta (Caracas: Lírica Hispana, 1958), Primera menció Concurs Internacional de Poesia Lírica Hispana. poesia
- ...que estás en la tierra (Barcelona: Literatura SA / Seix i Barral, Col·lecció Colliure, 1962)
- Ni tiro, ni veneno, ni navaja (Barcelona: El Bardo, 1965) Premi Guipúscoa
- Poeta de guardia (Barcelona: El Bardo, 1968)
- Cómo atar los bigotes al tigre (Barcelona: El Bardo, 1969) Accèssit premi Biscaia
- Antología poética 1950-1969 (Barcelona: Plaza & Janés, 1970)
- Sola en la sala (Saragossa: Javalambre, 1973)
- Cuando amas aprendes geografía (Màlaga: Editorial del Curso Superior de Filología, 1973)
- Obras incompletas (Madrid: Cátedra, 1975)
- Historia de Gloria. Amor, humor y desamor (Madrid: Cátedra, 1983)
- Mujer de verso en pecho (Madrid: Cátedra, 1995)
- Pecábamos como ángeles (Madrid: Torremozas, 1997)
- Glorierías (para que os enteréis) (Madrid: Torremozas, 1998)
- Garra de la Guerra (València: Media Vaca, 2002)
- Es difícil ser feliz una tarde (Madrid: Torremozas, 2005)
- Se beben la luz (Madrid: Torremozas, 2008)
- Derecho de pasión (Madrid: Cuadernos del Laberinto, 2008)
- Los brazos desiertos (Madrid: Torremozas, 2009)
- Poemas prácticos más que teóricos (Madrid: Torremozas, 2011)
- Me crece la barba. Poemas para mayores y menores. (Barcelona: Reservoir Books - Grup Penguin Random House, 2017)
- Geografía humana y otros poemas (Madrid: Nórdica, 2017)